# Узбуна у Гранд Хотелу
„Узбуна у Гранд Хотелу” је југословенски ТВ филм из 1960. године. Режирао га је Ангел Миладинов који је написао и сценарио.

## Улоге
| Глумац          | Улога |
| --------------- | ----- |
| Драгутин Диклић |       |
| Нела Ержишник   |       |
| Иво Робић       |       |
| Младен Шермент  |       |
| Мирко Војковић  |       |